# Menso Kamerlingh Onnes

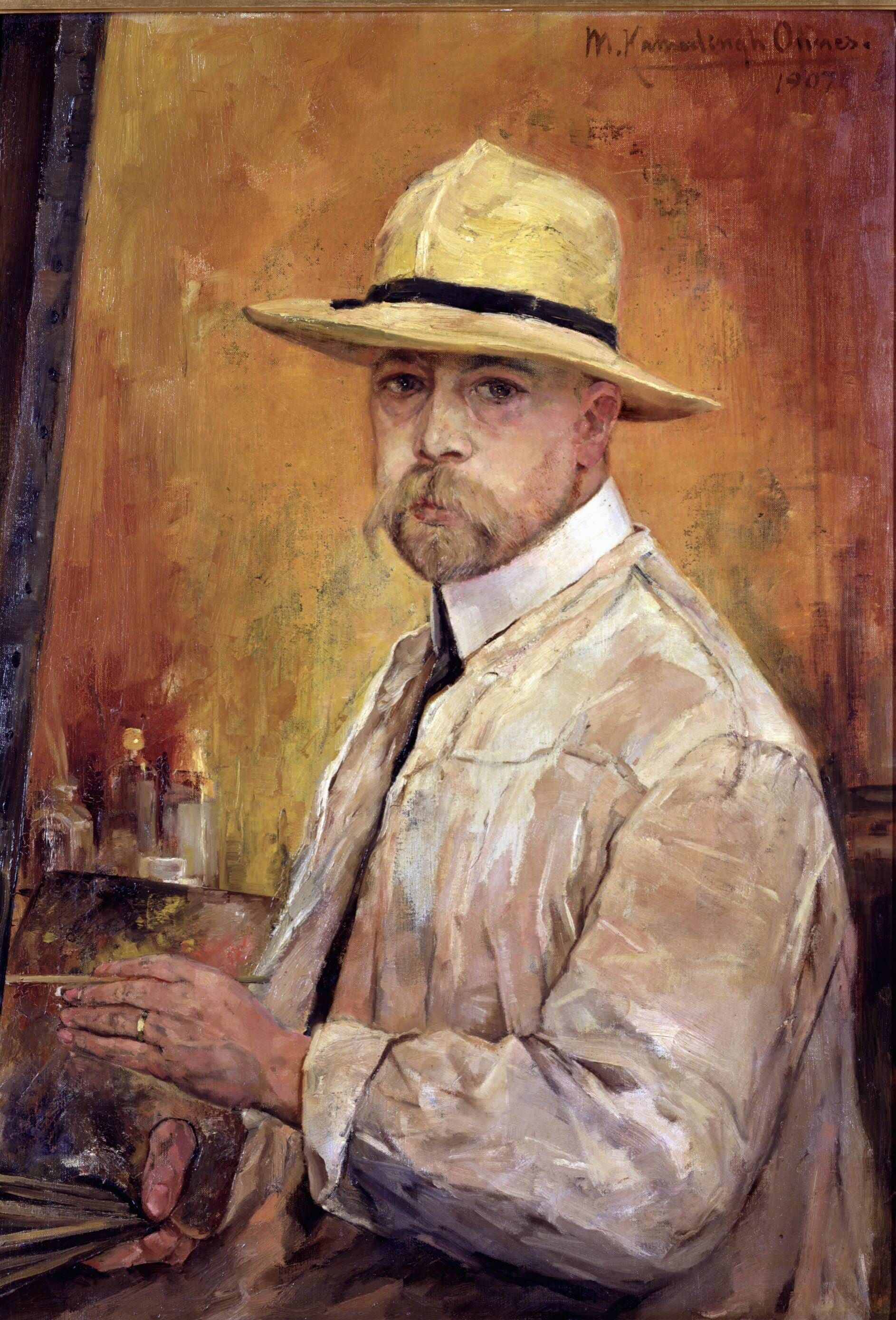
Menso Kamerlingh Onnes (Selbstbildnis)

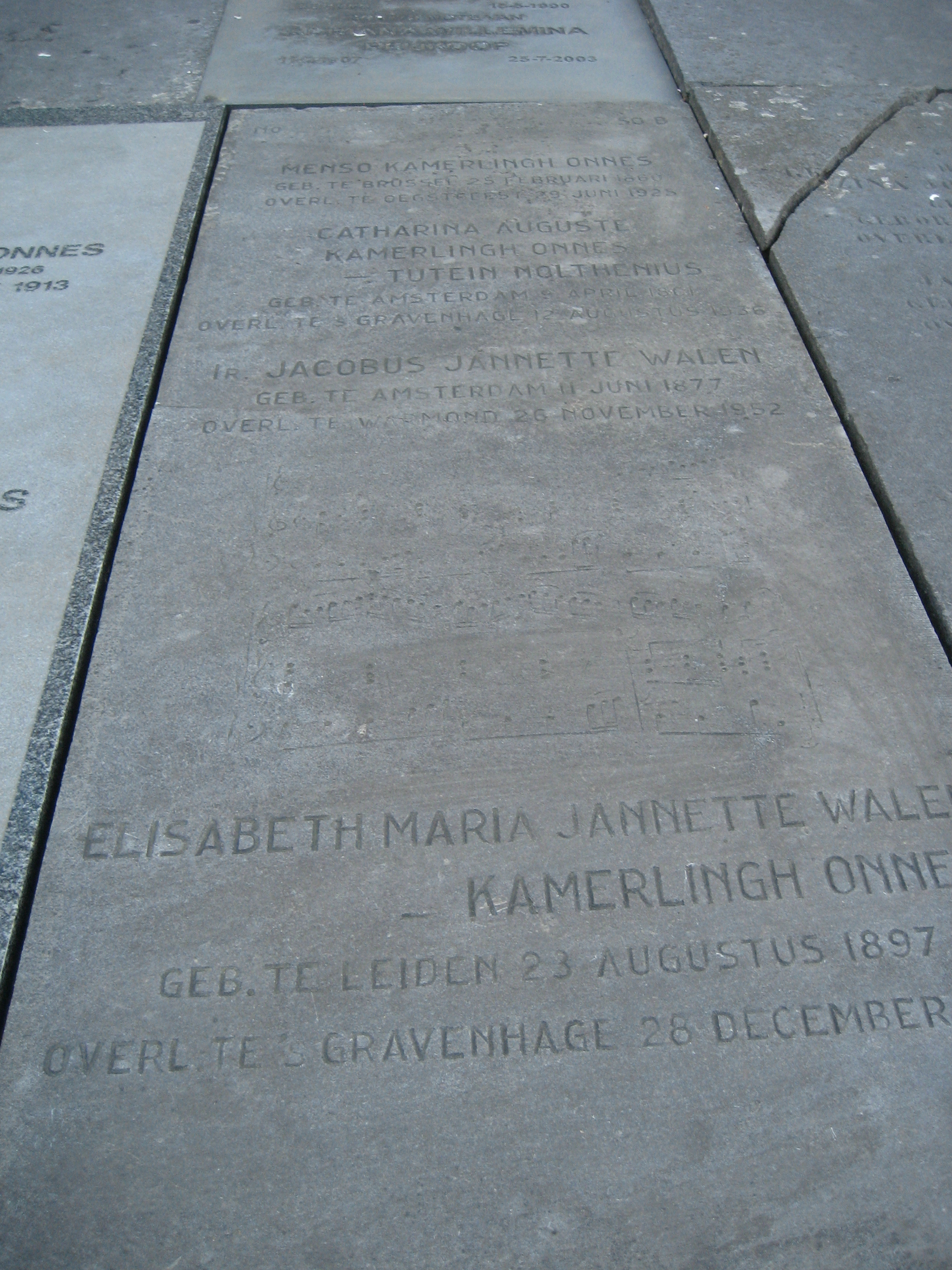
Grab von Menso Kamerlingh Onnes in Voorschoten

Menso Kamerlingh Onnes (* 25. Februar 1860 in Brüssel; † 29. Juni 1925 in Leiden) war ein Maler, der zur so genannten Haager Schule gerechnet wurde. Menso war der jüngere Bruder des Physikers und Nobelpreisträgers Heike Kamerlingh Onnes, ein Schwager des Malers Floris Verster und Vater des Malers  Harm Kamerlingh Onnes.

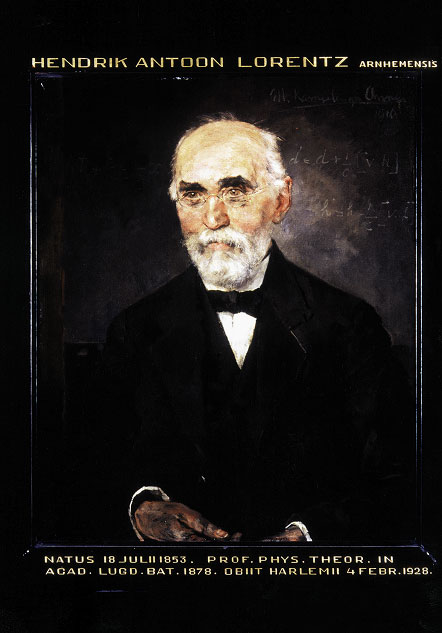
Porträt Lorentz
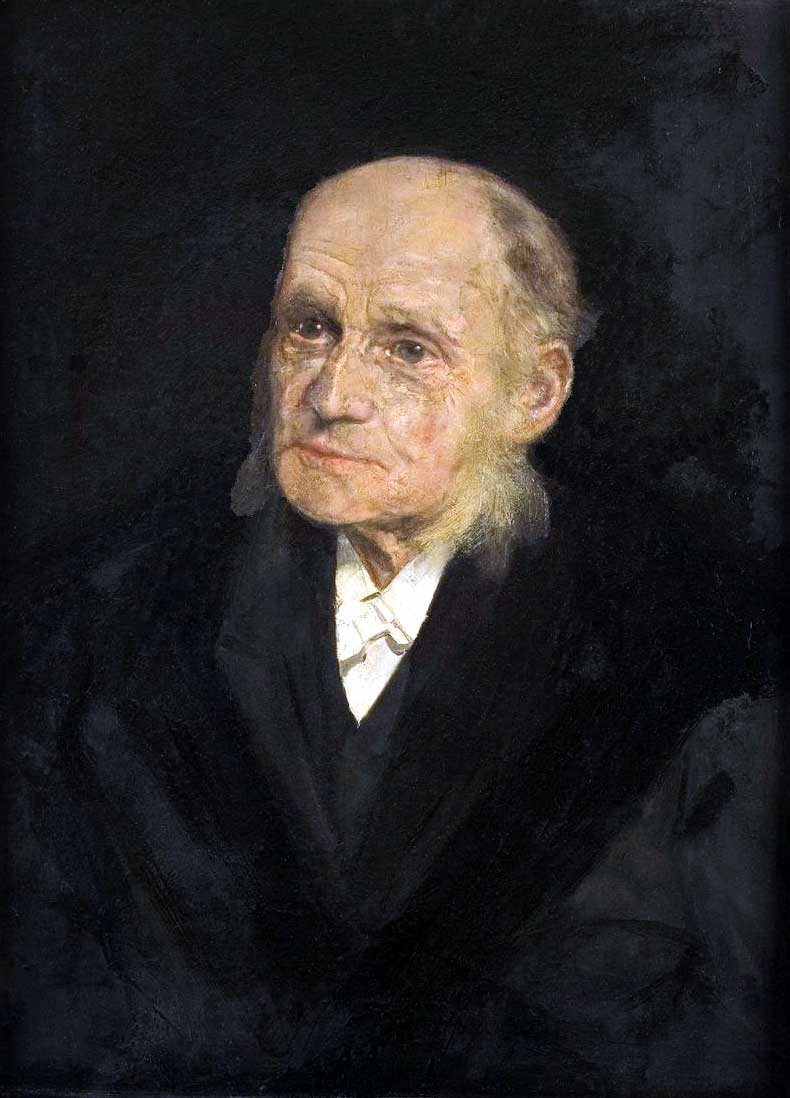
Porträt Jacob van Bemmelen
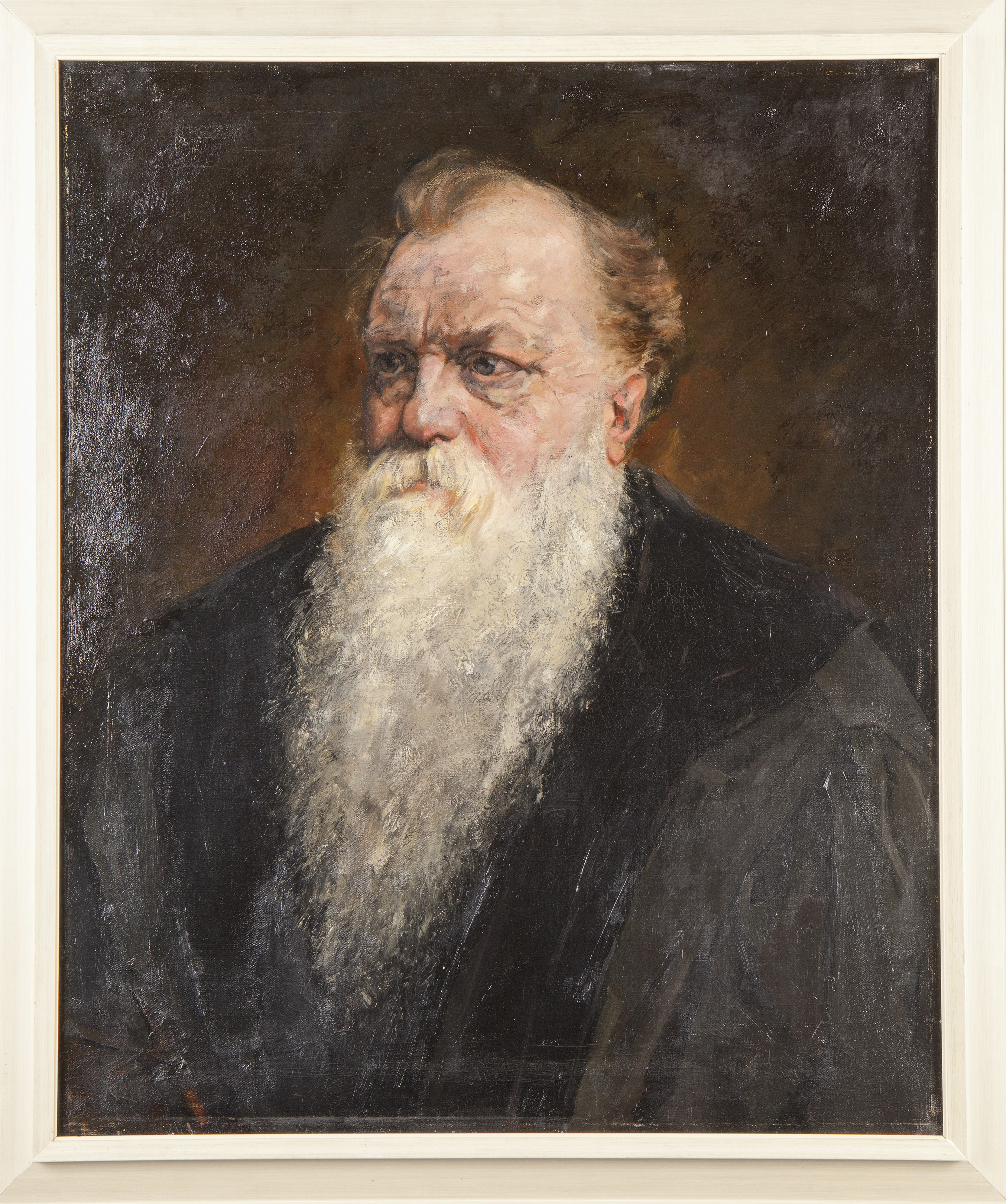
Porträt Teunis Zaayer
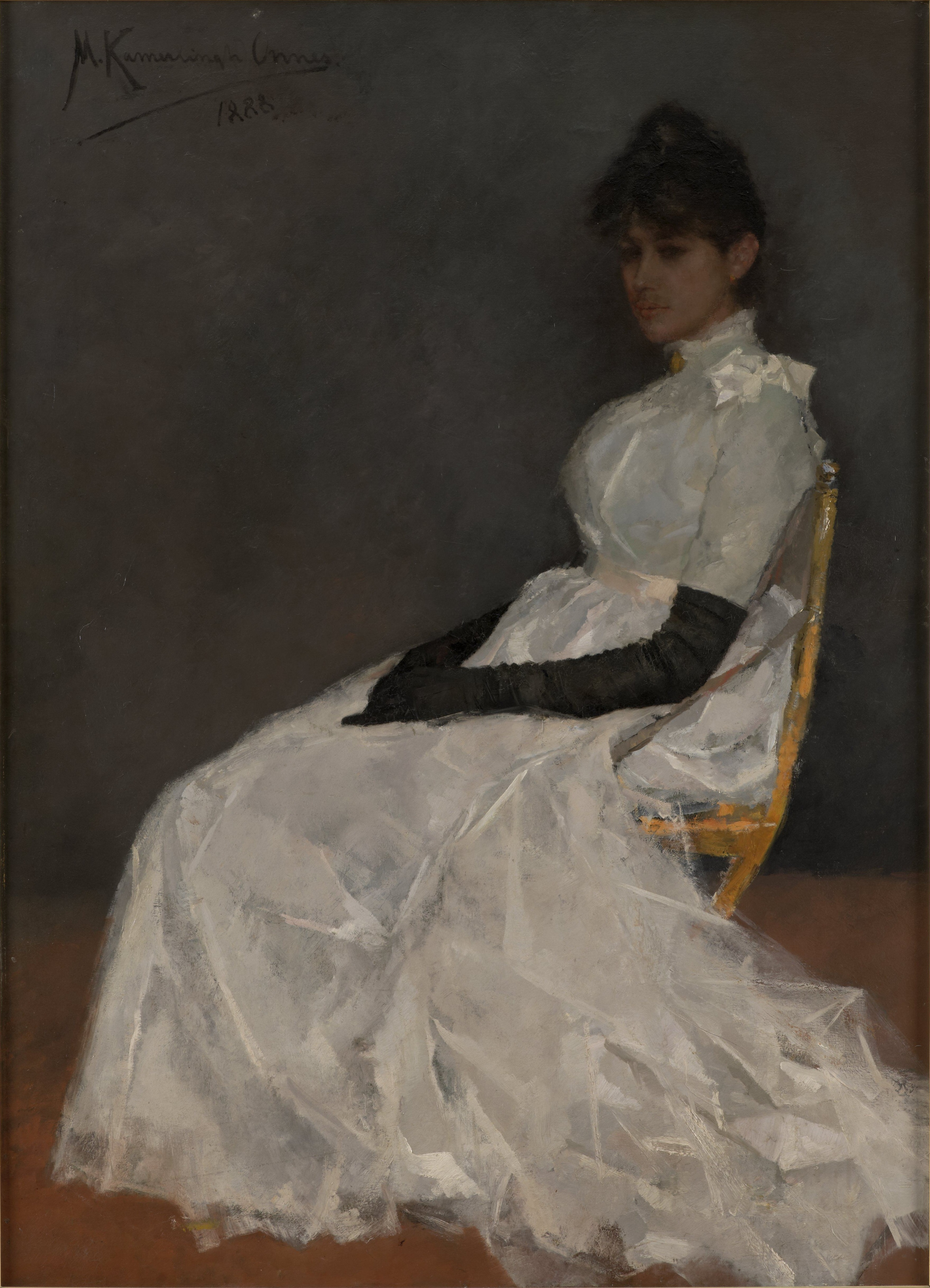
Porträt Jenny Kamerlingh Onnes